# Merinotus nigricarpus
Merinotus nigricarpus är en stekelart som beskrevs av Szepligeti 1914. Merinotus nigricarpus ingår i släktet Merinotus och familjen bracksteklar. Utöver nominatformen finns också underarten M. n. kohli.